# Rolf Katzenbach
Rolf Katzenbach (* 13. Mai 1950 in Frankfurt am Main) ist ein deutscher Bauingenieur für Geotechnik, Professor an der TU Darmstadt.

## Biographie
Katzenbach studierte ab 1969 Bauingenieurwesen an der TH Darmstadt, wo er 1975 sein Diplom machte (in konstruktivem Ingenieurbau), war danach wissenschaftlicher Mitarbeiter am Institut für Geotechnik bei Herbert Breth, bei dem er 1981 mit Auszeichnung promoviert wurde (Entwicklungstendenzen beim Bau und der Berechnung oberflächennaher Tunnel in bebautem Stadtgebiet). Danach war er leitend in Ingenieurbüros tätig (ab 1989 als öffentlich anerkannter Sachverständiger für Erd- und Grundbau), bevor er 1993 Professor an der TU Darmstadt und Direktor des Instituts und der Versuchsanstalt für Geotechnik wurde. 1995/96 war er Dekan des Fachbereichs Bauingenieurwesen. Seit 2007 ist er auch Direktor des Energy Center der TU Darmstadt. Daneben hat er seit 1993 ein eigenes Ingenieurbüro Professor Dr.-Ing. Katzenbach.
Katzenbach war ab den 1970er Jahren an der Untersuchung von Hochhausgründungen (und Hochhaus-Setzungen) und tiefen Baugruben in Frankfurt am Main (im Frankfurter Ton, der dort eine Mächtigkeit von rund 40 bis über 100 m hat) und deren numerischer Modellierung mit Finiten Elementen beteiligt (in Darmstadt waren dabei in den 1970er Jahren Herbert Breth und Peter Amann führend in der Entwicklung). Speziell aus den Erfahrungen in Frankfurt wurde in Darmstadt von Katzenbach und anderen eine kombinierte Pfahl-Plattengründung (KPP, englisch CPRF, combined pile raft foundation) entwickelt, die bei verschiedenen Frankfurter Hochhausprojekten angewandt (wie Main Tower und Messeturm) wurde. Katzenbach und andere analysierten mit den Verfahren für die KPP auch zum Beispiel die Tragfähigkeit des auf Holzpfählen errichteten Berliner Reichstags. und er beriet in Berlin unter anderem am Sony-Center. Weitere Baugrundberatungen neben Frankfurt und Berlin hatte er in Moskau (z. B. Federation Tower), Kiew, Shanghai und in Darmstadt zum Beispiel beim GSI.
Katzenbach war auch für das Gründungskonzept des höchsten deutschen Hochhauses, des 300 m hohen Commerzbank Tower in Frankfurt (gebaut 1994 bis 1997), verantwortlich. Wegen benachbarter anderer Hochhäuser mussten die Setzungen minimiert werden, weswegen er nicht mit KPP, sondern mit Pfählen gegründet wurde, die in den unter dem Frankfurter Ton anstehenden Kalkstein geführt wurden. Ausschlaggebend für die Durchführbarkeit war die im Kalkstein anzusetzende erreichbare Mantelreibung, wobei Katzenbach und Kollegen den bisher dafür in Frankfurter Bauprojekten in Ansatz gebrachten konservativ niedrigen Wert durch Versuche und numerische Modellierung um einen Faktor zehn erhöhen konnten (auf 400 kN pro Quadratmeter).
Neben Tragwerks-Bauwerk Wechselwirkung bei Hochhäusern, tiefen Baugruben und Tunnelbau (unter anderem U-Bahn Frankfurt) befasst er sich auch schwerpunktmäßig mit Energie-Gründungen (Energiepfähle, Erdwärmenutzung, saisonale Thermospeicher).
Er war Vorsitzender in den Technischen Komitees der ISSMGE TC 5 (Environmental Geotechnics) und ist seit 2003 Vorsitzender in TC 18 (Deep Foundations). Er ist im Vorstand der DGGT. Er ist Mitherausgeber der Zeitschrift Der Bauingenieur. 2013 hielt er die Vienna Terzaghi Lecture.

## Schriften
- Richtlinie für den Entwurf, die Bemessung und den Bau von kombinierten Pfahl-Plattengründungen (KPP), IRB Verlag Stuttgart 2000
- mit Ulvi Arslan, Christian Moormann Nachweiskonzept für die kombinierte Pfahl-Plattengründung (KPP), Geotechnik, Band 19, 1996, Heft 4, S. 280–290
- mit Konrad Zilch, Claus Jürgen Diederichs (Herausgeber) Handbuch für Bauingenieure. Springer 2002.
- Herausgeber mit Jürgen Hanisch, Gerd König Kombinierte Pfahl-Plattengründungen, Ernst und Sohn 2002
- mit Steffen Leppa: Kombinierte Pfahl‐Plattengründungen und Sondergründungen im Hoch‐ und Ingenieurbau, Beton-Kalender 2019, Ernst und Sohn, S. 231–293
- Bodenmechanische Grundlagenforschung und ihre Bedeutung für den Frankfurter Hochhausbau, in Festkolloquium zur Verabschiedung von Peter Amann: Probleme der Geotechnik, ETH Verlag 2003, S. 13–40
- mit Gregor Bachmann, Christian Gutberlet Assessment of settlements of high rise structures by numerical analysis, in John W. Bull Linear and nonlinear analysis of foundations, Taylor and Francis 2009
- Herausgeber mit Jens Turek Interaction between structural and geotechnical engineers, Thomas Telford 2003
- Zur technisch-wirtschaftlichen Bedeutung der kombinierten Pfahl-Platten-Gründung, dargestellt am Beispiel schwerer Hochhäuser, Bautechnik, Band 70, 1993, S. 161–170
- mit Sommer, DeBenedittis Last-Verformungsverhalten des Messeturmes in Frankfurt, Vorträge Baugrundtagung, Karlsruhe 1990, S. 371
- mit Ulvi Arslan, Quick, Gutwald Dreidimensionale Interaktionsberechnung zur Gründung der vier neuen Hochhaustürme in Frankfurt a.M., Baugrundtagung 1994, S. 425